# Nierozłączka czerwonoczelna

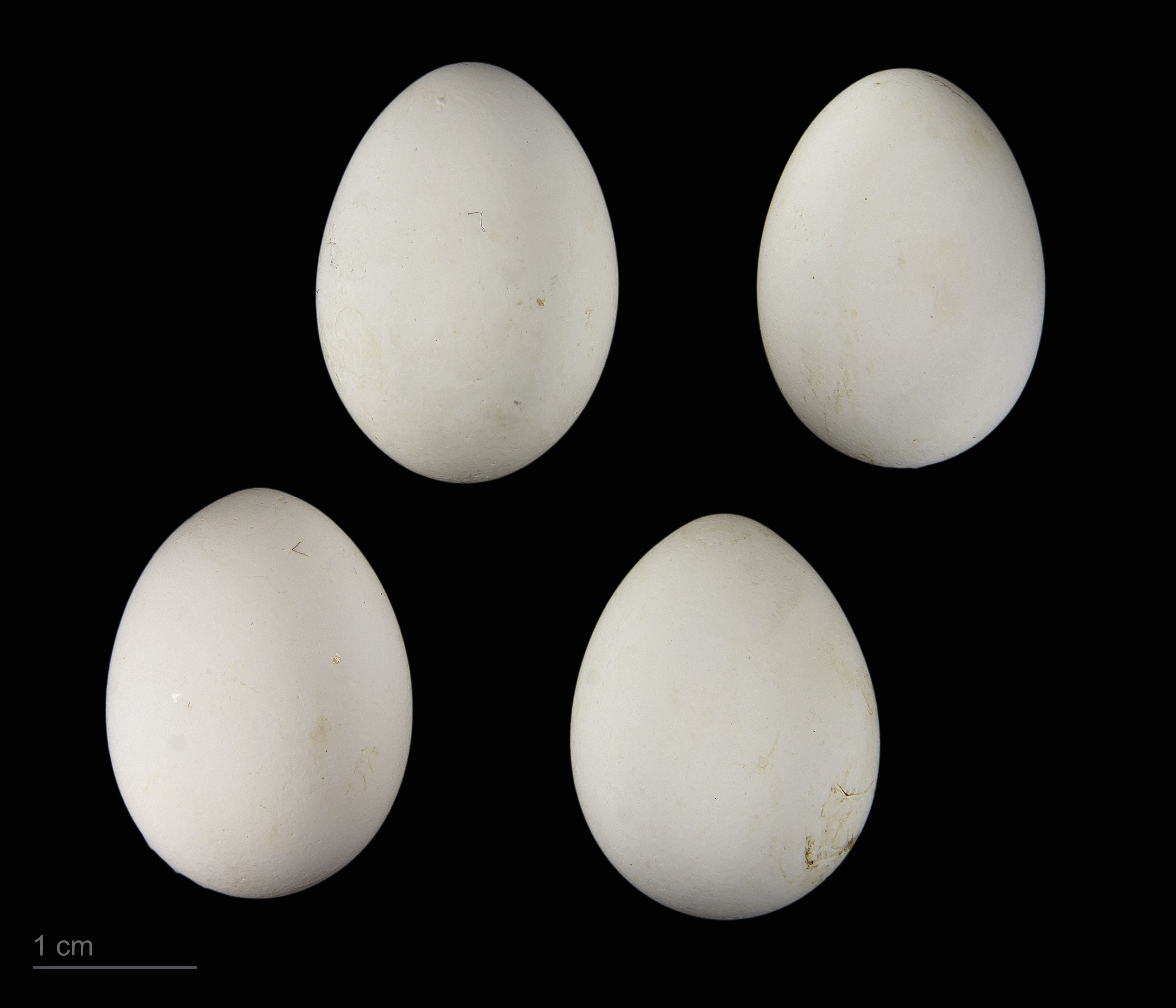
Jaja z kolekcji muzealnej

Nierozłączka czerwonoczelna, nierozłączka różowoczelna (Agapornis roseicollis) – gatunek małego ptaka z rodziny papug wschodnich (Psittaculidae). Występuje w południowo-zachodniej Afryce. Niezagrożona wyginięciem. Często spotykana w hodowli jako ptak ozdobny.
Podgatunki i zasięg występowaniaWyróżnia się dwa podgatunki Agapornis roseicollis:
- A. r. catumbella B.P. Hall, 1952 – południowo-zachodnia Angola
- A. r. roseicollis (Vieillot, 1818) – Namibia i północno-zachodnia RPA

MorfologiaDługość ciała wynosi 15–18 cm, masa ciała 45–65 g. Samiec i samica mają skrzydła, grzbiet oraz głowę zielone. Czoło i lica różowe, natomiast ogon niebieski. Młode brązowawe.
Ekologia gatunkuŚrodowisko życia stanowią pustynne zadrzewienia, jałowe skaliste tereny, zadrzewione brzegi rzek i zarośla na stokach wzgórz. Przebywa w grupach 5–20 osobników, w okresie dojrzewania nasion do około 100. Porusza się przeważnie lotem, niekiedy drepcze po ziemi. Największa zarejestrowana prędkość lotu dla tego gatunku wynosi 58 km/h. W trakcie chłodnej pogody nierozłączki czerwonoczelne przebywają w ciasnym skupieniu po 5–6 osobników. Pożywienie stanowią nasiona, np. roślin z rodzajów Albizia i Acacia.
LęgiGniazdo przeważnie znajduje się w szczelinie skalnej. Prawdopodobnie okres lęgowy w naturze trwa od lutego do maja. W lęgu 4–6 jaj o wymiarach około 23,5×17,3 mm. Inkubacja trwa około 23 dni, młode są w pełni opierzone po 43 dniach od wyklucia. Mogą się rozmnażać po około dwóch miesiącach. W niewoli dożywa 15–25 lat.
W niewoliAgapornis roseicollis jest ptakiem hodowlanym. Lubi zabawę, może stać się agresywna wobec innych papug. Zalecana długość klatki to co najmniej 1,2 metra, zaś odpowiednie wymiary budki lęgowej to 22,8×15,2×17,8 cm.
StatusMiędzynarodowa Unia Ochrony Przyrody (IUCN) uznaje nierozłączkę czerwonoczelną za gatunek najmniejszej troski (LC – least concern) nieprzerwanie od 1988 roku. Trend liczebności populacji uznaje się za spadkowy. Liczebność populacji nie została dokładnie oszacowana, jednak ptak ten opisywany jest jako lokalnie pospolity, a w pobliżu wody bardzo częsty. Nierozłączka czerwonoczelna jest jednym z zaledwie czterech gatunków papug, które nie zostały wpisane do żadnego z załączników konwencji waszyngtońskiej.